# Hogna felina
Hogna felina är en spindelart som först beskrevs av Ludwig Carl Christian Koch 1878.  Hogna felina ingår i släktet Hogna och familjen vargspindlar.
Artens utbredningsområde är Azerbajdzjan. Inga underarter finns listade i Catalogue of Life.